# 丹麦皇家美术学院
丹麦皇家美术学院（丹麥語：Det Kongelige Danske Kunstakademi）是一所位于丹麦哥本哈根的美术学院。

## 历史
1754年3月31日成立于丹麦哥本哈根，校址位于国王新广场上的夏洛特堡宫。学校主要擅长绘画、建筑、雕塑。

## 突图集

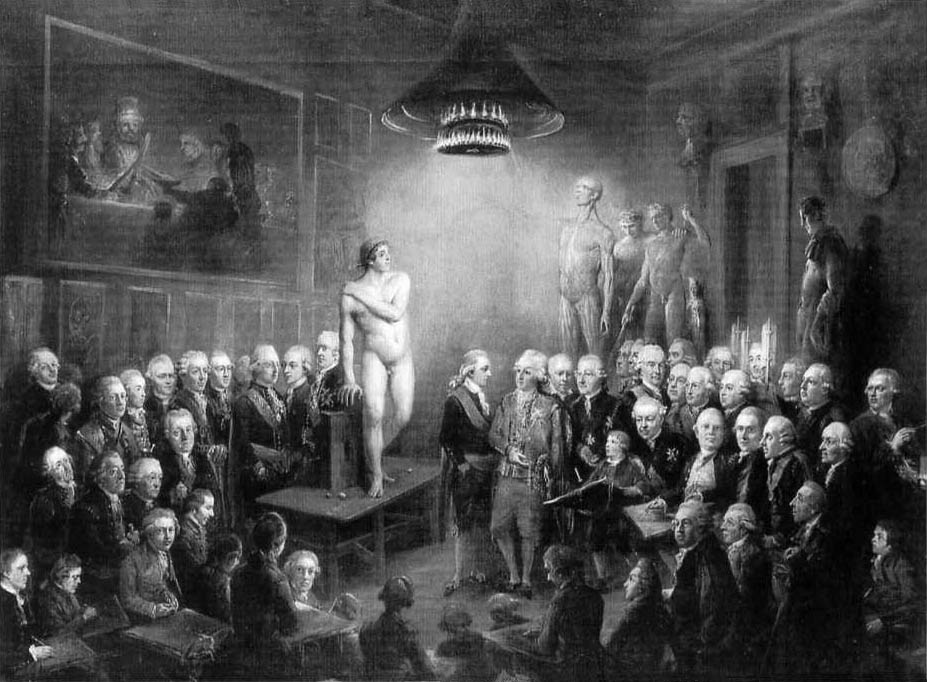
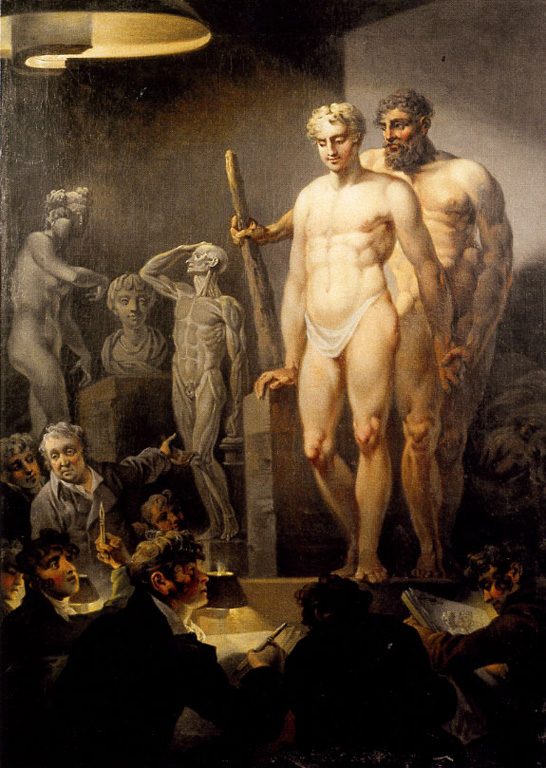
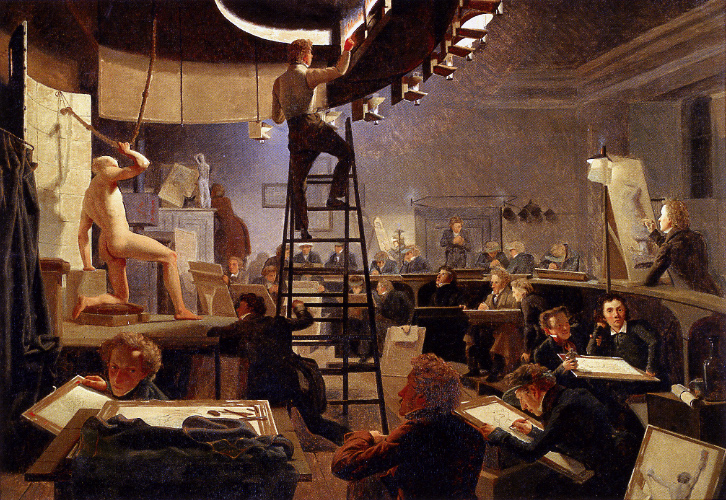
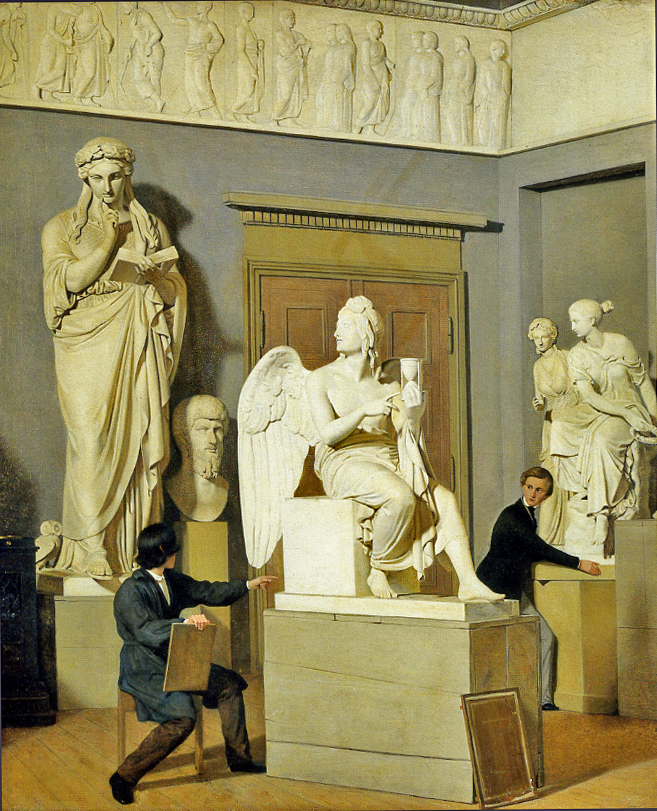
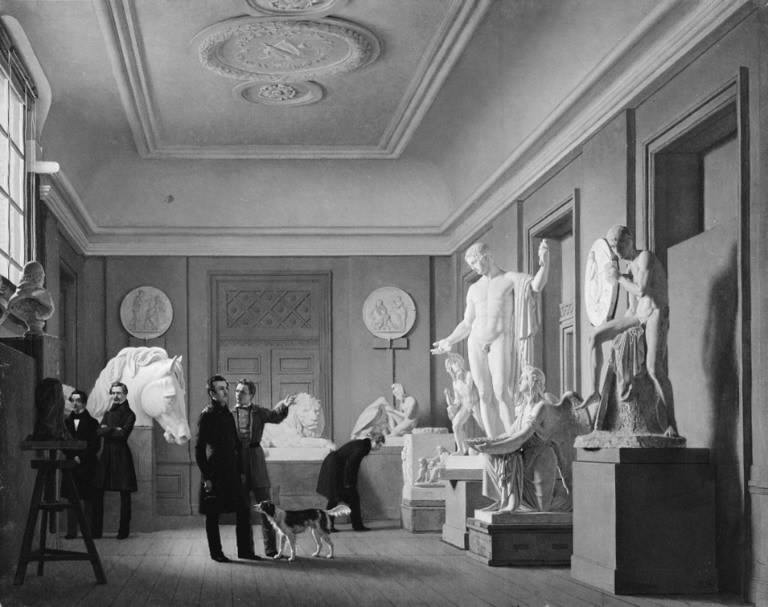